# موريس كارنوفسكي
موريس كارنوفسكي (بالإنجليزية: Morris Carnovsky)‏ مواليد 5 سبتمبر 1897 في سانت لويس، الولايات المتحدة - الوفاة 1 سبتمبر 1992 في إيستون، الولايات المتحدة، هو ممثل أمريكي بدأ مسيرته الفنية سنة 1921. امتدت مسيرته الفنية لأكثر من 63 عاما.

## الأعمال
- حياة إميل زولا
- سيرانو دي برجراك

## روابط خارجية
- موريس كارنوفسكي على موقع IMDb (الإنجليزية)
- موريس كارنوفسكي على موقع الموسوعة البريطانية (الإنجليزية)
- موريس كارنوفسكي على موقع قاعدة بيانات برودواي على الإنترنت (الإنجليزية)
- موريس كارنوفسكي على موقع إن إن دي بي (الإنجليزية)
- موريس كارنوفسكي على موقع قاعدة بيانات الفيلم (الإنجليزية)